# Squamidium longipilum
Squamidium longipilum là một loài Rêu trong họ Meteoriaceae. Loài này được (Schimp. ex Besch.) Broth. miêu tả khoa học đầu tiên năm 1906.